# 1SWASP J1407 b

1SWASP J1407 b — екзопланета (газовий гігант) у сузір'ї Кентавра. Єдиний відомий об'єкт в системі зорі 1SWASP J140747.93-394542.6.
Материнська зірка є субгіганти (клас світності IV, помаранчевий), спектральний клас К, зірка до головної послідовності, і віддалена від Землі на 434 світлових роки (близько 133 парсек) у напрямку сузір'я Кентавра.
Система кілець 1SWASP J1407 b є першою серед відкритих за межами Сонячної системи, і найбільшою. Так, система кілець 1SWASP J1407 b включає в себе 37 кілець і значно перевершує сатурніанську — радіус зовнішнього E кільця Сатурна близько 480 тис. кілометрів, в той час як радіус найбільшого кільця 1SWASP J1407 b оцінюється в 0,6 а.о. що дорівнює приблизно 90 млн кілометрів. За іншими даними — до 120 мільйонів кілометрів
В зоні кілець інтенсивно відбувається утворення супутників.
На це вказує виявлений вченими просвіт між кільцями, який може означати наявність у J1407 супутника розміром із Землю або Марс. Кільця складаються з каменів, пилу та астероїдів.